# لوار (إقليم فرنسي)
لوار (بالفرنسية: Loire؛ بالبروفانسية الفرنسية: Lêre؛ بالأوكسيتانية: Léger) هو إقليم يقع في وسط شرق فرنسا محتلاً الروافد العليا نهر اللوار. ويقع في منطقة منطقة أوفرن-رون ألب. بلغ عدد سكانه 740,668 نسمة عام 2007. يعد الإقليم جزء من المنطقة الإدارية الحالية رون ألب وتحيط بها أقاليم: رون، إزار، أرديش، لوار العليا، بوي دي دوم، أليي وسون ولوار.

## معرض صور

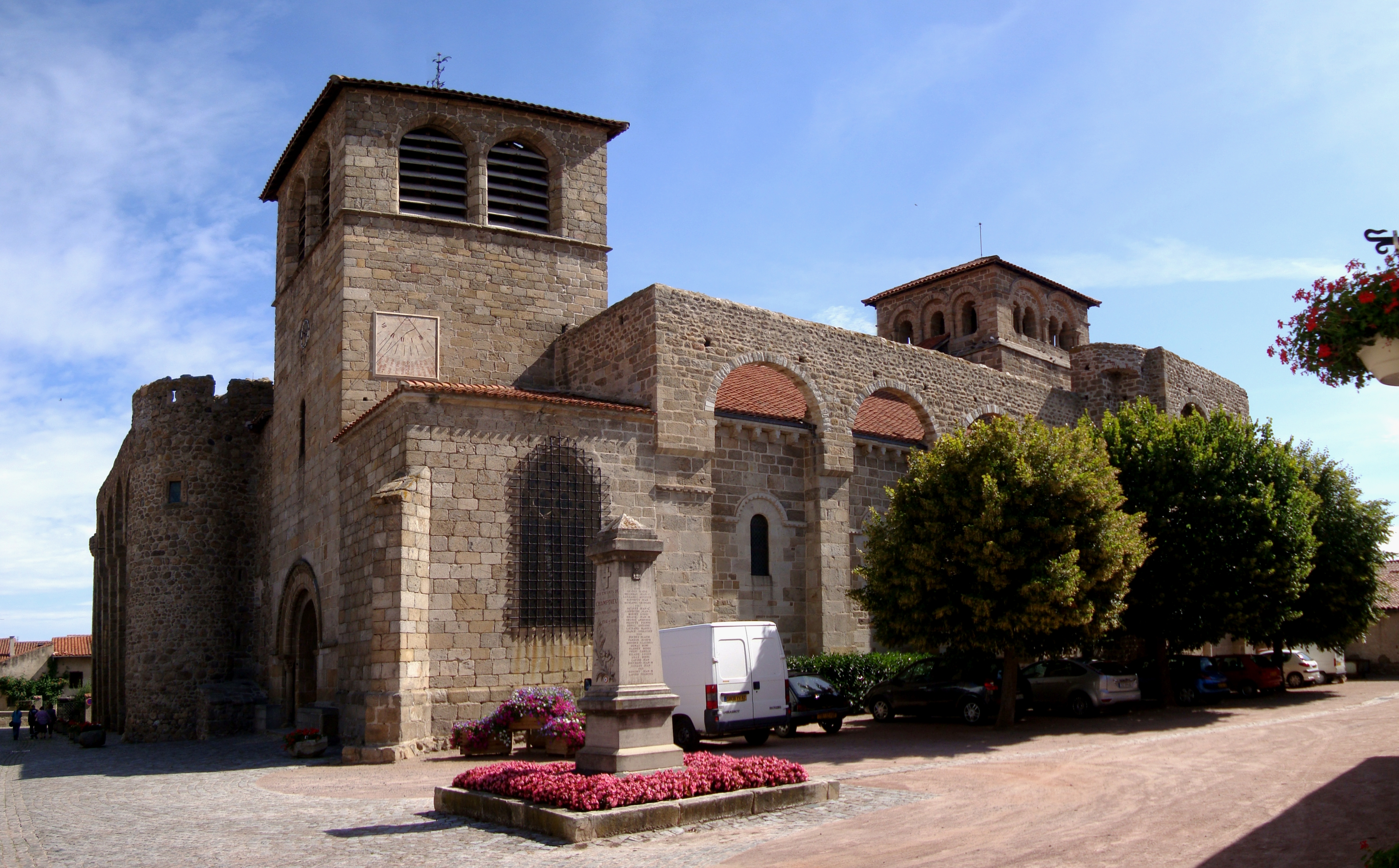
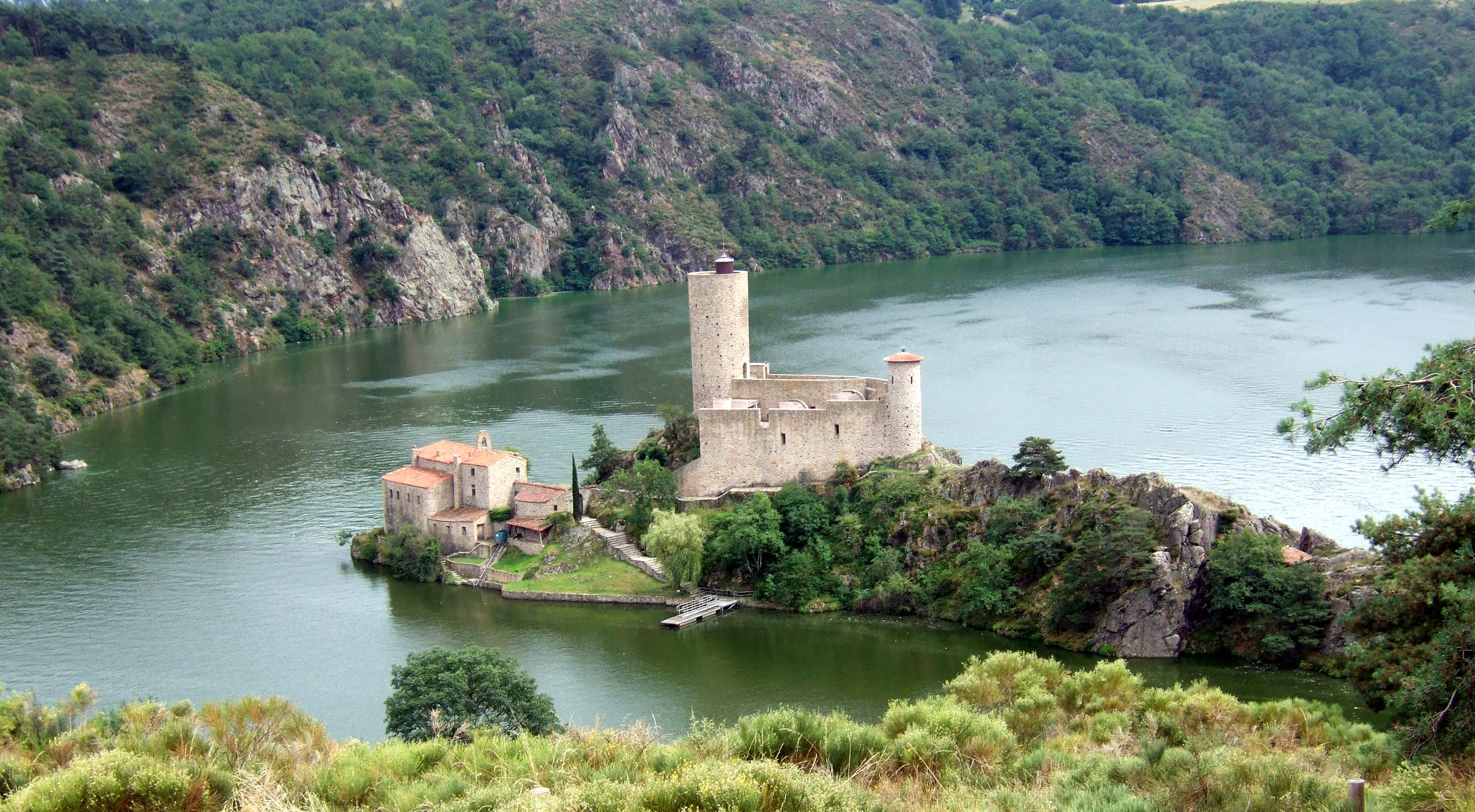
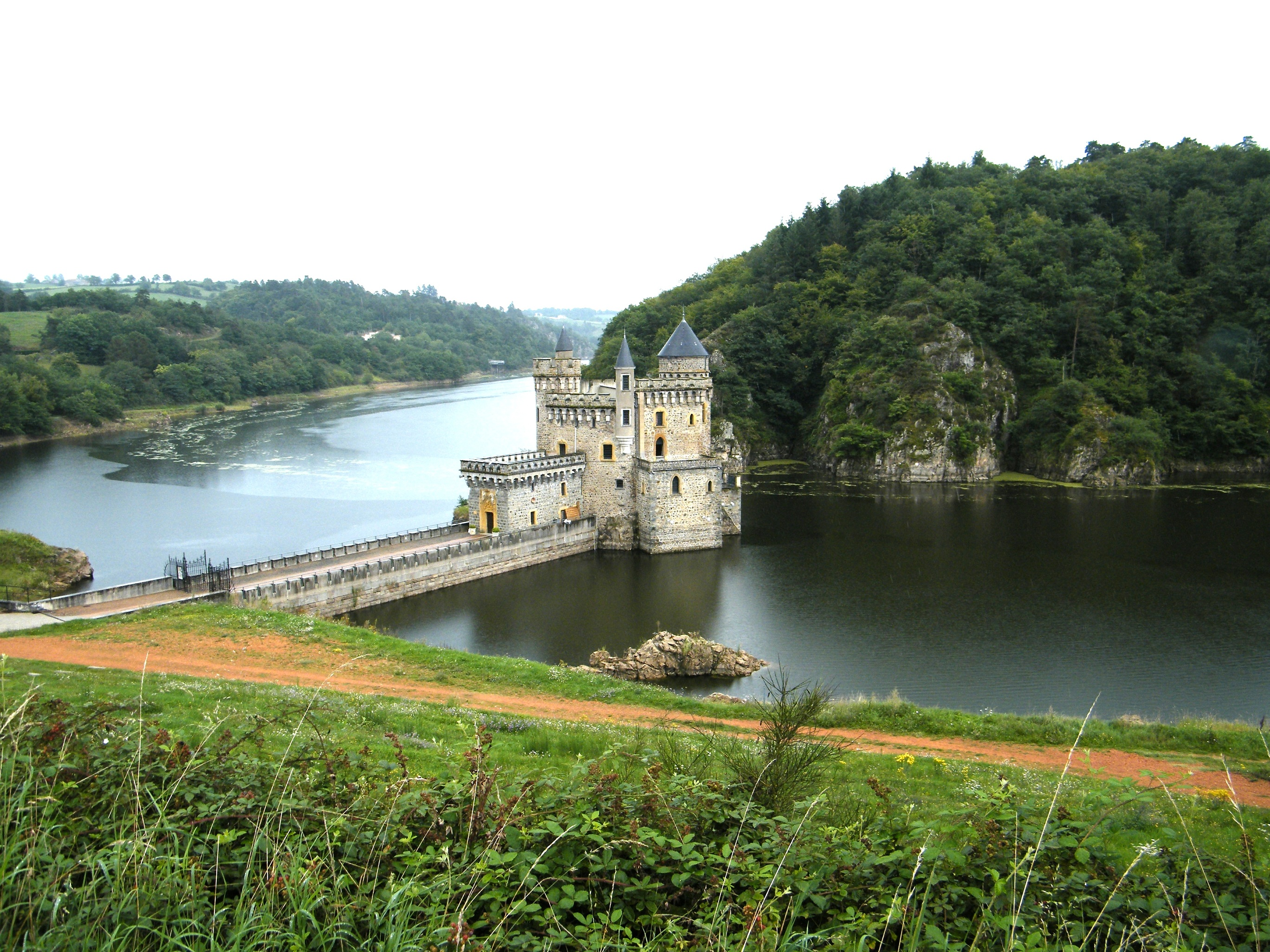
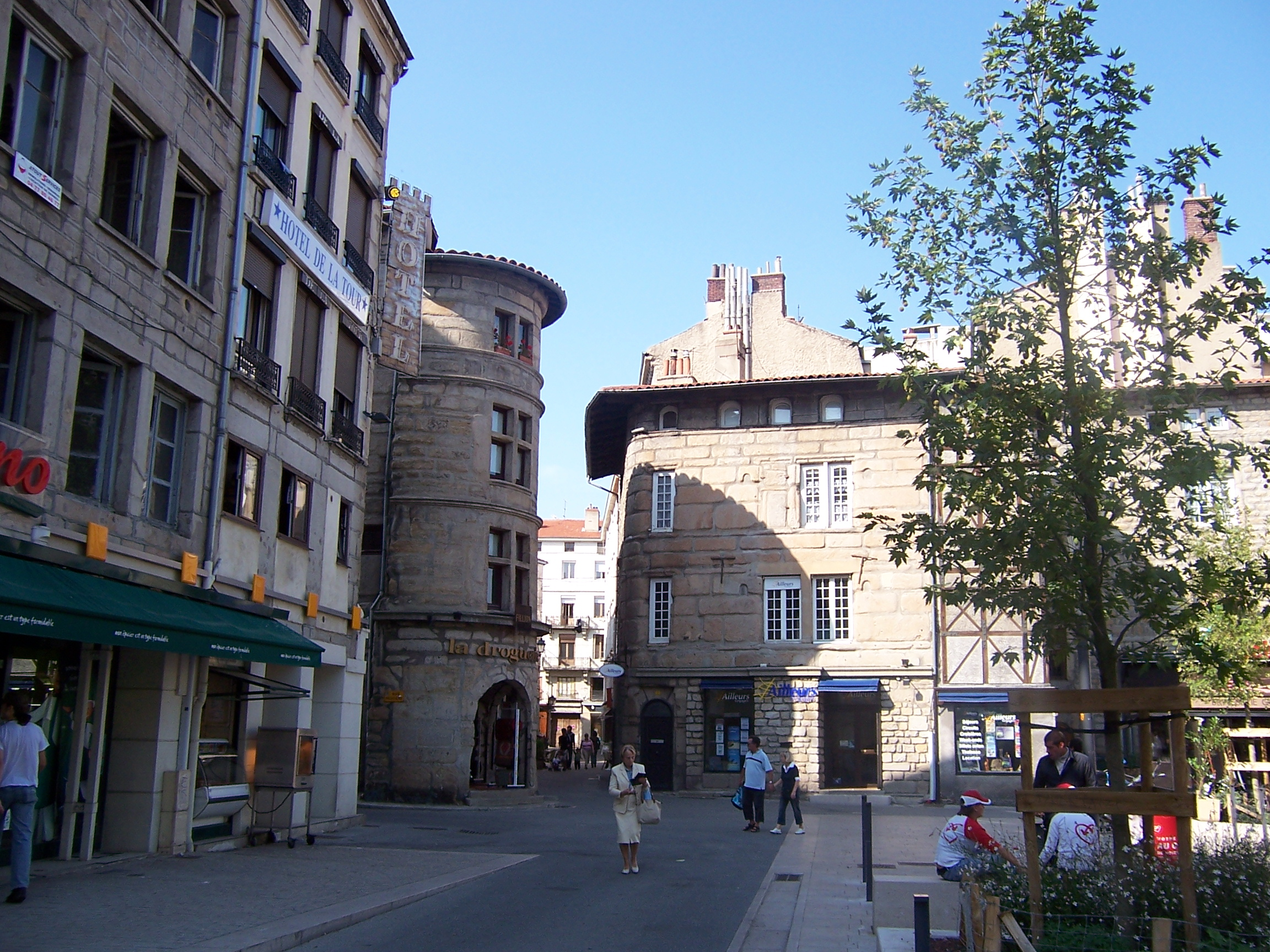
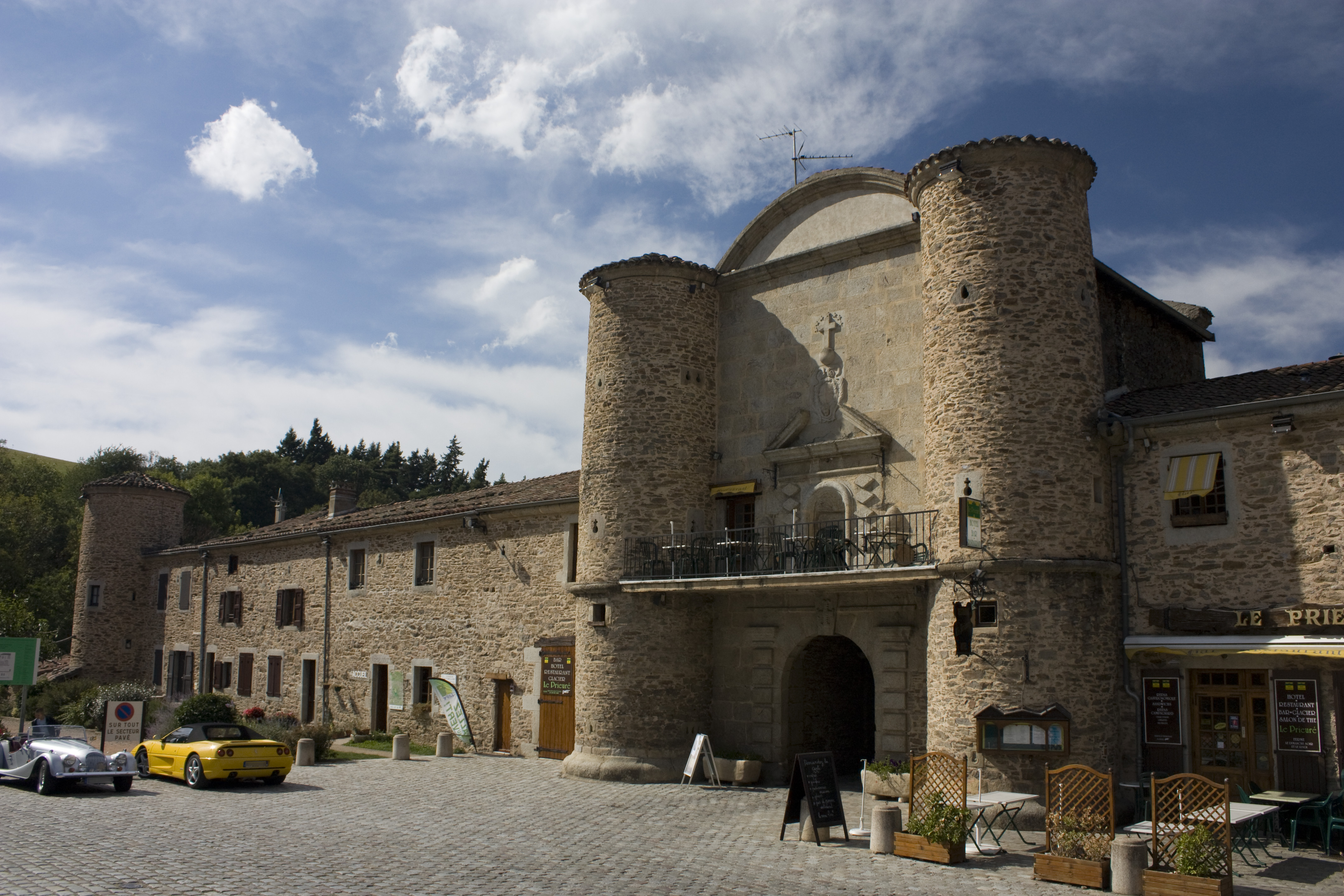

## أعلام
- ميشيل شارتييه
- غابرييل بيبرون
- أوقستي انجلوا
- جان جاك ماير

## وصلات خارجية
- موقع الإقليم نسخة محفوظة 17 يناير 2024 على موقع واي باك مشين. (بالفرنسية)
- موقع المجلس العام (بالفرنسية)